# Sao Paulo WCT 1974
Il Sao Paulo WCT 1974 è stato un torneo di tennis giocato sul sintetico indoor. È stata la 1ª edizione del torneo che fa parte del World Championship Tennis 1974. Si è giocato a San Paolo in Brasile dall'11 al 17 marzo 1974.

## Campioni

### Singolare maschile
Björn Borg ha battuto in finale  Arthur Ashe con il punteggio di 6–2, 3–6, 6–3

### Doppio maschile
Adriano Panatta /  Ion Țiriac hanno battuto in finale  Ove Nils Bengtson /  Björn Borg con il punteggio di 7–5, 3–6, 6–3